# Dao Bandon
 (août 2022).
La mise en forme du texte ne suit pas les recommandations de Wikipédia : il faut le « wikifier ».
Les points d'amélioration suivants sont les cas les plus fréquents. Le détail des points à revoir est peut-être précisé sur la page de discussion.
- Les titres sont pré-formatés par le logiciel. Ils ne sont ni en capitales, ni en gras.
- Le texte ne doit pas être écrit en capitales (les noms de famille non plus), ni en gras, ni en italique, ni en « petit »…
- Le gras n'est utilisé que pour surligner le titre de l'article dans l'introduction, une seule fois.
- L'italique est rarement utilisé : mots en langue étrangère, titres d'œuvres, noms de bateaux, etc.
- Les citations ne sont pas en italique mais en corps de texte normal. Elles sont entourées par des guillemets français : « et ».
- Les listes à puces sont à éviter, des paragraphes rédigés étant largement préférés. Les tableaux sont à réserver à la présentation de données structurées (résultats, etc.).
- Les appels de note de bas de page (petits chiffres en exposant, introduits par l'outil «  Source ») sont à placer entre la fin de phrase et le point final[comme ça].
- Les liens internes (vers d'autres articles de Wikipédia) sont à choisir avec parcimonie. Créez des liens vers des articles approfondissant le sujet. Les termes génériques sans rapport avec le sujet sont à éviter, ainsi que les répétitions de liens vers un même terme.
- Les liens externes sont à placer uniquement dans une section « Liens externes », à la fin de l'article. Ces liens sont à choisir avec parcimonie suivant les règles définies. Si un lien sert de source à l'article, son insertion dans le texte est à faire par les notes de bas de page.
- La présentation des références doit suivre les conventions bibliographiques. Il est recommandé d'utiliser les modèles {{Ouvrage}}, {{Chapitre}}, {{Article}}, {{Lien web}} et/ou {{Bibliographie}}. Le mode d'édition visuel peut mettre en forme automatiquement les références.
- Insérer une infobox (cadre d'informations à droite) n'est pas obligatoire pour parachever la mise en page.

Pour une aide détaillée, merci de consulter Aide:Wikification.
Si vous pensez que ces points ont été résolus, vous pouvez retirer ce bandeau et améliorer la mise en forme d'un autre article.
Pour les articles homonymes, voir Bandon.
Dao Bandon (thaï : ดาว บ้านดอน), né le 4 janvier 1947 dans la province de Yasothon). est un chanteur de luk thung thaïlandais de musique mor lam (molam),.

## Carrière
Bandon est chanteur depuis 1970.
Il a composé de très célèbres chansons dans les années 1970 telles Kee Khon Lang Kwai (Man On A Water Buffalo), Lam Plearn Jarenjai (Uplifting Lam Plearn), Ya Ting King (Don’t Stop) and Lam Kiew Sao Lam Noi (Courting Lam Girl Lam).

## Discographie

### Album
- Khon Khee Lang Kway[4],[5]
- Roe Rak Tai Toan Kradon

### Écriture de chansons
- Jao Bao Hai (Jintara Poonlarp)
- Rak Salai Dok Fai Ban (Jintara Poonlarp)
- Covid Ma Namta Lai (Jintara Poonlarp)[6]
- Nam Ta Loan Bon Tee Non (Honey Sri-Isan)
- Kulab Daeng (Somjit Borthong)